# Бруно Фукс
Бруно Фукс (порт. Bruno Fuchs, нар. 1 квітня 1999, Понта-Гроса) — бразильський футболіст, захисник ЦСКА (Москва).

## Клубна кар'єра
Народився 1 квітня 1999 року в місті Понта-Гроса. Вихованець футбольної школи клубу «Інтернасьйонал». В основному складі команди дебютував 28 липня 2019 року в матчі бразильської Серії А проти «Сеари». За два сезони взяв участь у 12 матчах Серії А та 6 іграх Ліги Гаушу.
25 серпня 2020 року Фукс перейшов у ЦСКА (Москва), підписавши з клубом п'ятирічний контракт. Сума трансферу склала 9,5 мільйонів євро, з яких 1,5 мільйона євро передбачені як бонуси. 30 серпня бразилець дебютував за ЦСКА, вийшовши на заміну в матчі з «Ахматом», проте в цьому ж матчі отримав травму і більше не зіграв до кінця сезону.

## Виступи за збірну
У 2017 і 2019 році у складі молодіжної збірної Бразилії брав участь у Турнірі в Тулоні, вигравши другий з них.
У складі олімпійської збірної Бразилії посів 2 місце на Передолімпійському турнірі КОНМЕБОЛ, що дозволило команді наступного року поїхати на Олімпійські ігри у Токіо, де бразильці здобули золоті медалі.

## Статистика виступів

### Статистика клубних виступів
| Сезон             | Команда           | Чемпіонат         | Чемпіонат | Чемпіонат | Національний кубок | Національний кубок | Національний кубок | Континентальні кубки | Континентальні кубки | Континентальні кубки | Інші змагання | Інші змагання | Інші змагання | Усього | Усього | Усього |
| Сезон             | Команда           | Ліга              | Ігор      | Голів     | Ліга               | Ігор               | Голів              | Ліга                 | Ігор                 | Голів                | Ліга          | Ігор          | Голів         | Ігор   | Голів  |        |
| ----------------- | ----------------- | ----------------- | --------- | --------- | ------------------ | ------------------ | ------------------ | -------------------- | -------------------- | -------------------- | ------------- | ------------- | ------------- | ------ | ------ | ------ |
| 2019              | «Інтернасьйонал»  | ЛГ+A              | 0+5       | 0         | КБ                 | 0                  | 0                  | КЛ                   | 0                    | 0                    |               | -             | -             | 5      | 0      |        |
| Усього за кар'єру | Усього за кар'єру | Усього за кар'єру | 4         | 1         |                    | 0                  | 0                  |                      | 1                    | 0                    |               | -             | -             | 5      | 1      |        |

## Титули і досягнення
- Олімпійський чемпіон (1):

2020